# Stapelburg
Stapelburg est un village de la Saxe-Anhalt en Allemagne, appartenant à la commune unie du Nordharz et à l'arrondissement de Harz. Il était une ancienne commune qui a été incorporée en 2010.

## Géographie
Le village est situé au nord des montagnes de Harz, près de la frontière avec le Land de Basse-Saxe. La limite administrative entre Nordharz et Bad Harzburg à l'ouest faisait partie de la frontière interallemande jusqu'à la réunification en 1990; elle est actuellement le site d'un petit musée. Au sud de Stapelburg se trouve la ville d'Ilsenburg et le parc national du Harz.
Le village est accessible par la route fédérale Bundesstraße 6. La population au recensement du 31 décembre 2009 était de 1 406 habitants.

## Historique

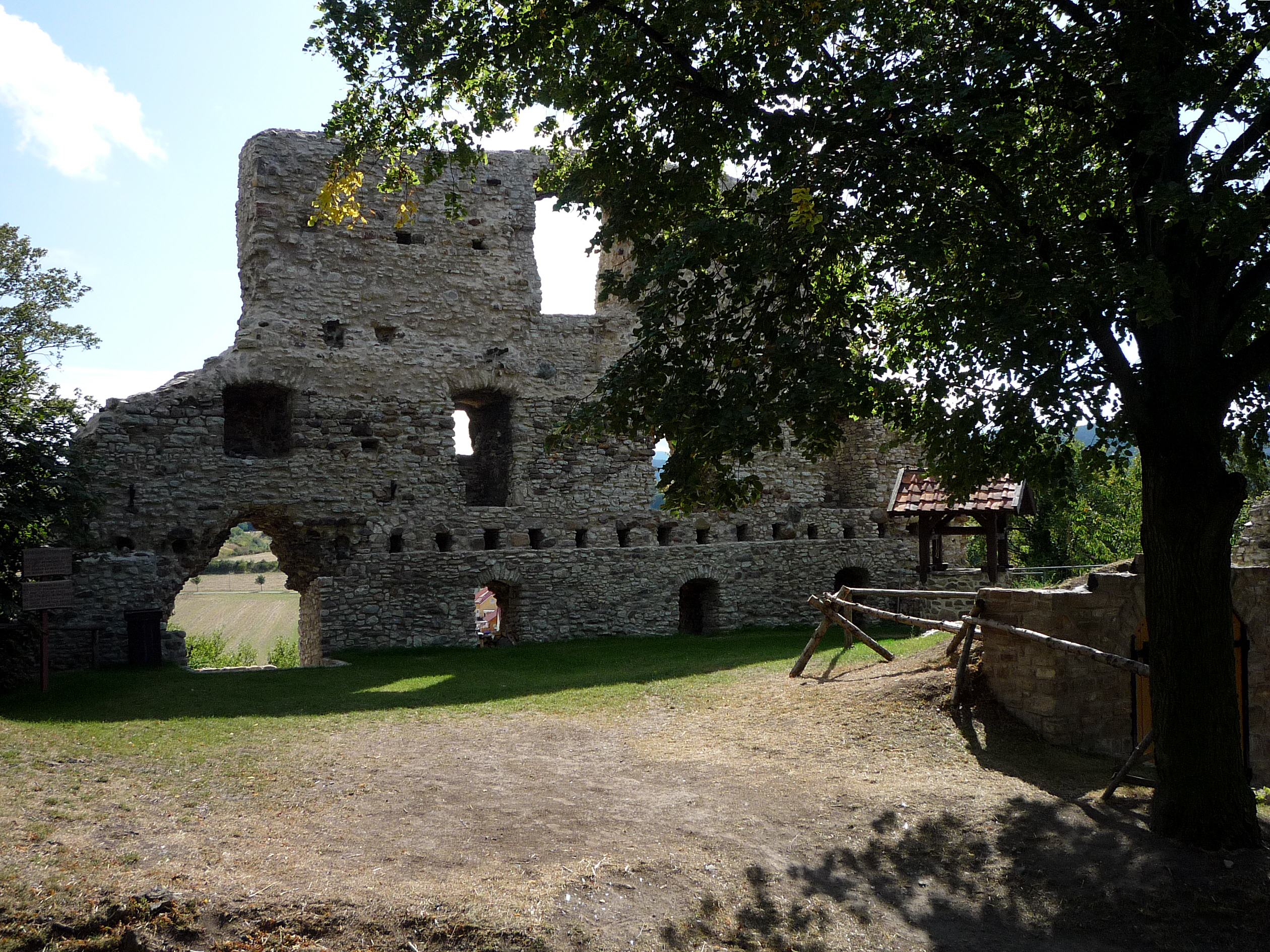
Les ruines de château

Au haut Moyen Age, le territoire au nord de Harz dans le duché de Saxe faisait partie des domaines impérials autour de la résidence de Werla. Le village doit son nom au château de Stapelburg, construit vers l'an 1306 par les comtes de Wernigerode pour surveiller la route qui mène à la ville de Goslar et pour percevoir les taxes. Au XVe siècle, la forteresse passa à la maison de Stolberg soumis à la suzeraineté des prince-évêques de Halberstadt.
Le village aupied du château se développa au XVIe siècle à l'initiative du prince-évêque Sigismond de Brandebourg. Avec la principauté d'Halberstadt, il a été incorporé par l'État de Brandebourg-Prusse en 1648.
En 1895, le naturopathe Adolf Just fonda le centre de santé de Jungborn sur les pâtures au sud du village. Franz Kafka fut un de ses patients en 1912.

## Personnalités
- Manfred Zapf (né 1946), footballeur
- Bernhard Glass (né 1957), lugeur.